# The Prince and Me
The Prince & Me (br Um Príncipe em Minha Vida pt O Príncipe e Eu) é um filme de comédia romântica estadunidense de 2004, dirigido por Martha Coolidge, estrelado por Julia Stiles, Luke Mably e Ben Miller, com Miranda Richardson, James Fox e Alberta Watson. O filme centra-se em Paige Morgan, uma estudante universitária de pré-medicina da Universidade de Wisconsin-Madison em Wisconsin, que é perseguida por um príncipe que se apresenta como um estudante universitário.
O castelo mostrado como a casa da realeza no filme é o Palácio de Frederiksborg, no norte de Copenhagen. Porém, não se trata mais do Palácio Real de fato, mas sim do Museu de História Nacional da Dinamarca. Hoje em dia, o Palácio de Amalienborg é a residência da família real da Dinamarca. O filme foi gravado em Toronto.
O filme gerou três sequências diretas para vídeo criadas sob escritores diferentes e uma nova diretora, Catherine Cyran. Julia Stiles participou apenas do filme original e Luke Mably dos dois primeiros. Com a saída de Julia, Kam Heskin assumiu o papel, enquanto Chris Geere passou a viver Edvard: The Prince & Me 2: The Royal Wedding (2006), The Prince & Me: A Royal Honeymoon (2008), e The Prince & Me: The Elephant Adventure (2010).
O filme foi lançado, coincidentemente, com o anúncio do noivado do verdadeiro Príncipe da Dinamarca, Frederik, com a plebéia australiana Mary Donaldson. Como no filme, quando conheceu Frederik, Mary não sabia que ele era um príncipe. No entanto, o filme não foi baseado no romance do casal.

## Sinopse
Estudante na Universidade do Wisconsin, Paige Morgan é uma garota pragmática demais para acreditar em contos de fadas. Pelo menos, até à chegada de 'Eddie', um bonito estudante europeu de intercâmbio, que ameaça dar-lhe a volta à cabeça.
Eddie (príncipe Edvard da Dinamarca) havia viajado para os Estados Unidos inconformado com o destino que os seus pais queriam para si. Ele e Paige são de mundos muito diferentes, mas a química que os une revelar-se-ia mais do que a existente nas aulas.
Contudo, Paige não sabia da sua condição, mas os flashes dos paparazzi encarregar-se-iam de trazer à tona a verdade. Estes acabam por se separar e, entretanto, Edvard tem de regressar à Dinamarca. Paige descobre e vai atrás dele.
Quando chega à Europa, recebe tratamento real, mas ainda que deslumbrada com tanta pompa, Paige anseia por realizar o sonho de ser médica.

## Elenco
- Julia Stiles como Paige Morgan
- Luke Mably como Edvard, príncipe herdeiro da Dinamarca/Edvard III, rei da Dinamarca ("Eddie Williams")
- Ben Miller como Søren
- Miranda Richardson como Rosalind, rainha consorte da Dinamarca
- James Fox como Haraald, rei da Dinamarca
- Alberta Watson como Amy Morgan
- John Bourgeois como Ben Morgan
- Zachary Knighton como John Morgan
- Stephen O'Reilly como Mike Morgan
- Elisabeth Waterston como Beth Curtis
- Eliza Bennett como Princesa Arabella
- Devin Ratray como Scotty
- Clare Preuss como Stacey
- Yaani King como Amanda
- Eddie Irvine como ele mesmo
- Angelo Tsarouchas como Stu
- Jacques Tourangeau como Professor Amiel
- Joanne Baron como Margueritte, designer real
- Stephen Singer como Professor Begler
- Sarah Manninen como Krista
- Tony Munch como Keith Kopetsky
- John Nelles como locutor da corrida
- Claus Bue como arcebispo da Igreja da Dinamarca

## Trilha sonora
A trilha sonora do filme foi lançada em 30 de março de 2004 nos Estados Unidos pela Hollywood Records.

### Faixas
1. "Everybody Wants You" - Josh Kelley
2. "Just a Ride" - Jem
3. "Fire Escape" - Fastball
4. "Man of the World" - Marc Cohn
5. "Calling" - Leona Naess
6. "Good Intentions" - Jennifer Stills
7. "I Hope That I Don't Fall in Love with You" - Marc Cohn
8. "Symphony" - Jessica Riddle
9. "It Doesn’t Get Better Than This" - Katy Fitzgerald
10. "Freeway" - Scapegoat Wax
11. "Presidente" - Kinky
12. "Drift" - Forty Foot Echo
13. "Party" - The D4
14. "Bloodsweet" - Scapegoat Wax
15. "Separate Worlds" - Jennie Muskett[5]

## Recepção
O Metacritic, que usa uma média ponderada, atribuiu ao filme uma pontuação de 47 em 100, baseado em 31 críticos, indicando críticas "mistas ou médias".